# Mậu Ngọ

Mậu Ngọ (chữ Hán: 戊午) là kết hợp thứ 55 trong hệ thống đánh số Can Chi của người Á Đông. Nó được kết hợp từ thiên can Mậu (Thổ dương) và địa chi Ngọ (ngựa). Trong chu kỳ của lịch Trung Quốc, nó xuất hiện trước Kỷ Mùi và sau Đinh Tỵ.

## Các năm Mậu Ngọ
Giữa năm 1700 và 2200, những năm sau đây là năm Mậu Ngọ (lưu ý ngày được đưa ra được tính theo lịch Việt Nam, chưa được sử dụng trước năm 1967):
- 1738
- 1798
- 1858
- 1918 (11 tháng 2, 1918 – 31 tháng 1, 1919)
- 1978 (7 tháng 2, 1978 – 27 tháng 1, 1979)
- 2038 (4 tháng 2, 2038 – 23 tháng 1, 2039)
- 2098 (1 tháng 2, 2098 – 20 tháng 1, 2099)
- 2158

## Sự kiện năm Mậu Ngọ
- Năm 1858, thực dân Pháp nổ súng xâm lược Việt Nam tại bán đảo Sơn Trà (Đà Nẵng).
- Hoàng đế, vị tổ thứ nhất của thiền phái Trúc Lâm Trần Nhân Tông, thái tử Trần Khâm, con của Trần Thánh Tông, cháu của hoàng đế đầu tiên của triều Trần, Trần Thái Tông, Trần Cảnh. Sinh năm Mậu Ngọ (1258), từ bỏ ngai vàng về núi rừng Yên Tử tu hành đắc đạo, lập thiền phái Trúc Lâm Yên Tử.